# Cube 2: Sauerbraten
Cube 2: Sauerbraten – gra komputerowa z gatunku FPS, będąca kontynuacją gry Cube, oparta na silniku Cube 2, udostępnianym jako open-source. Jest również „narzędziem używanym do tworzenia własnych strzelanek”. Gra od chwili premiery została wzbogacona o kilkadziesiąt map i trybów gry.

## Rozgrywka

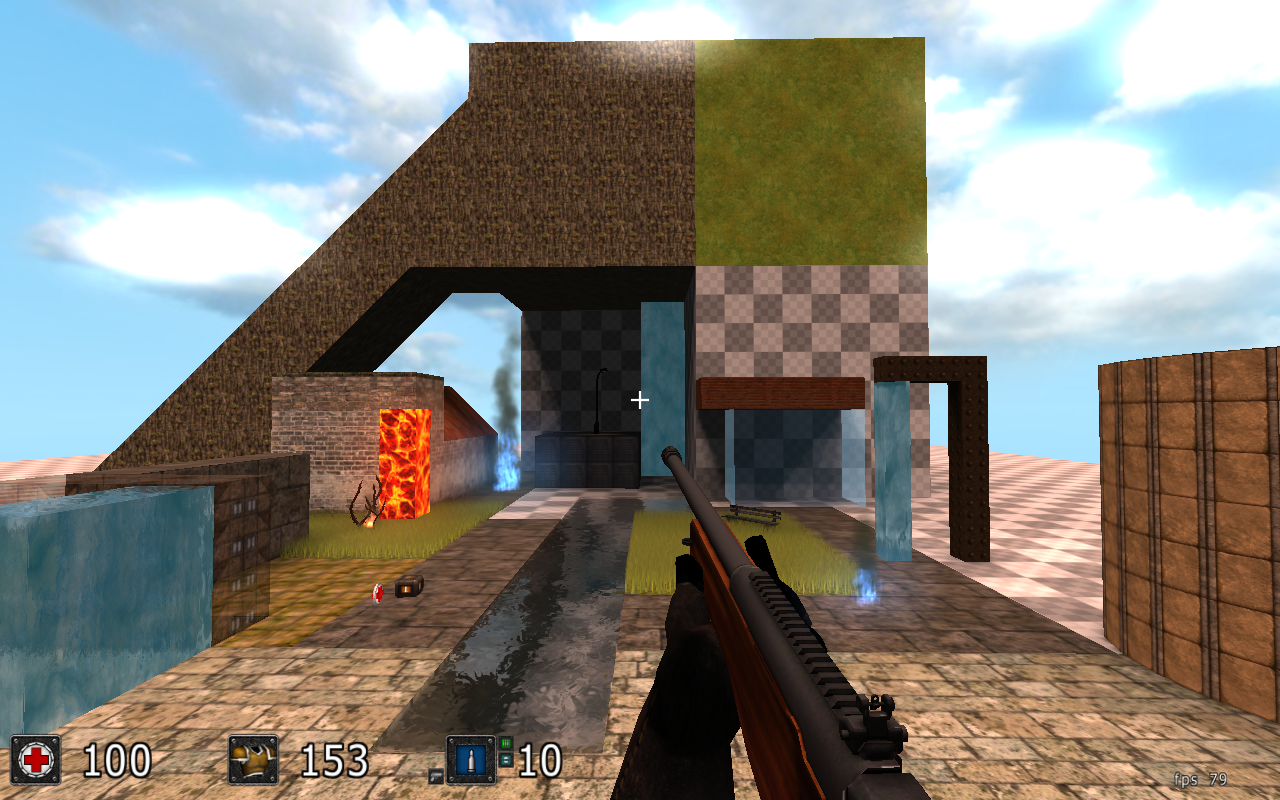
Przykładowa edytowana scena z gry

Gra ma 10 stopni trudności. W wersji podstawowej używać można 2 trybów: dla pojedynczego gracza (kampania), w której przechodzi się kolejne misje oraz Death Match Single Player, w którym należy zabić wszystkich komputerowych przeciwników znajdujących się na planszy. W najnowszej wersji dostępne są 23 tryby gry wieloosobowej, w tym FFA i CTF. Możliwy jest również trening z botami. W grze używać można 7 podstawowych typów broni.